# WASP-4
WASP-4 ist der Name eines von der Sonne 260,5 Parsec (ca. 850 Lichtjahre) entfernten Sternes, der von einem Exoplaneten umkreist wird. Der im Sternbild Phönix befindliche Stern ist vom Spektraltyp G7V und hat die scheinbare Helligkeit 12,6. Mit einer Oberflächentemperatur von ca. 5600 K ist der Stern der Sonne ähnlich.

## Der Planet
Hauptartikel: WASP-4 b
Aufgrund der großen Zahl neu gefundener, extrasolarer Planeten werden neu entdeckten Begleitern keine Eigennamen mehr vergeben. Daher heißt der Planet, welcher WASP-4 umkreist, einfach „b“, also WASP-4b. WASP-4b hat mindestens 1,34 Jupitermassen, hat in etwa den eineinhalbfachen Radius des Jupiter und braucht für die Umkreisung um seinen Stern 1,34 Tage. Da eine direkte Beobachtung des Planeten aufgrund der großen Entfernung und des hohen Helligkeitsunterschiedes zu seinem Stern mit heutigen technischen Mitteln unmöglich ist, sind die meisten Größen Mindest- bzw. Maximalgrößen. So ist die Entfernung des Planeten zu seinem Stern, welche etwa 2,3 % der Entfernung entspricht, welche die Erde von der Sonne hat, eine sich aus den Daten ergebende und keine direkt beobachtete Größe.